# Rego Wiklund
Rego Wiklund, född 14 september 1910 i Djäkneböle, Västerbottens län, död 10 augusti 1978 i Umeå, var en svensk kyrkomusiker.
Wiklund, som var son till hemmansägare Johan Wiklund och Susanna Jonsson, avlade högre organistexamen vid Musikkonservatoriet i Stockholm 1937, studerade violinspel, pedagogik och metodik 1938 och avlade högre kyrkosångarexamen 1939. Han var organist vid Betlehemskyrkan i Stockholm och musiklärare vid Johannelunds teologiska institut 1938–1942 samt organist och kantor i Umeå landsförsamling från 1942. 
Wiklund komponerade bland annat ett flertal kantater vid invigningar av kyrkor, musik till Vattenfallsstyrelsens dokumentärfilm Nära älven 1962 och Richard Tegströms film Vårfantasi
, tonsättningar för blandad kör, manskör, piano, sång och piano. Han tilldelades Västerbottens läns sångarförbunds medalj, Svenska sångarförbundets förtjänsttecken och Umeå stads kulturpris 1966.